# Megachile spatulicornis
Megachile spatulicornis är en biart som beskrevs av Pasteels 1973. Megachile spatulicornis ingår i släktet tapetserarbin, och familjen buksamlarbin. Inga underarter finns listade i Catalogue of Life.